# Dannenbütteler Torfteile
Koordinaten: 52° 28′ 44″ N, 10° 37′ 31″ O
Die Dannenbütteler Torfteile sind ein ehemaliges Naturschutzgebiet in der niedersächsischen Gemeinde Sassenburg im Landkreis Gifhorn. Das Naturschutzgebiet mit dem Kennzeichen NSG BR 048 war 8 Hektar groß. Es stand seit dem 2. November 1982 unter Schutz und ist zum 1. Oktober 2014 im Naturschutzgebiet „Allertal zwischen Gifhorn und Wolfsburg“ aufgegangen.
Das ehemalige Naturschutzgebiet liegt in der Allerniederung östlich von Gifhorn und südlich von Dannenbüttel, einem Ortsteil der Gemeinde Sassenburg. Es handelt sich um ein von bewaldeten Dünen umgebenes kleines Dünental, in dem sich ein kleines Moor gebildet hat. Im Moor sind zahlreiche aufgelassene Torfstiche zu finden, die mehr oder weniger hoch unter Wasser stehen. Sie sind überwiegend von hochmoortypischer Vegetation wie Fluttorfmoos- und Wollgras-Torfmoos-Gesellschaften mit Schmalblättrigem Wollgras geprägt und verlanden langsam. In den größeren Torfstichen sind teilweise Schwingrasen mit Schnabelried zu finden. Stellenweise wachsen Flatterbinsen- und Rohrkolbenbestände. Weiterhin wachsen hier Rosmarinheide, Gewöhnliche Moosbeere, Rundblättriger Sonnentau, Sumpfcalla und Wassernabel.
Das Schutzgebiet grenzte überwiegend an ebenfalls bewaldete Dünenbereiche. Im Süden grenzte eine Ackerfläche an das Naturschutzgebiet.